# Kapelle St. Magnus (Buchenberg)

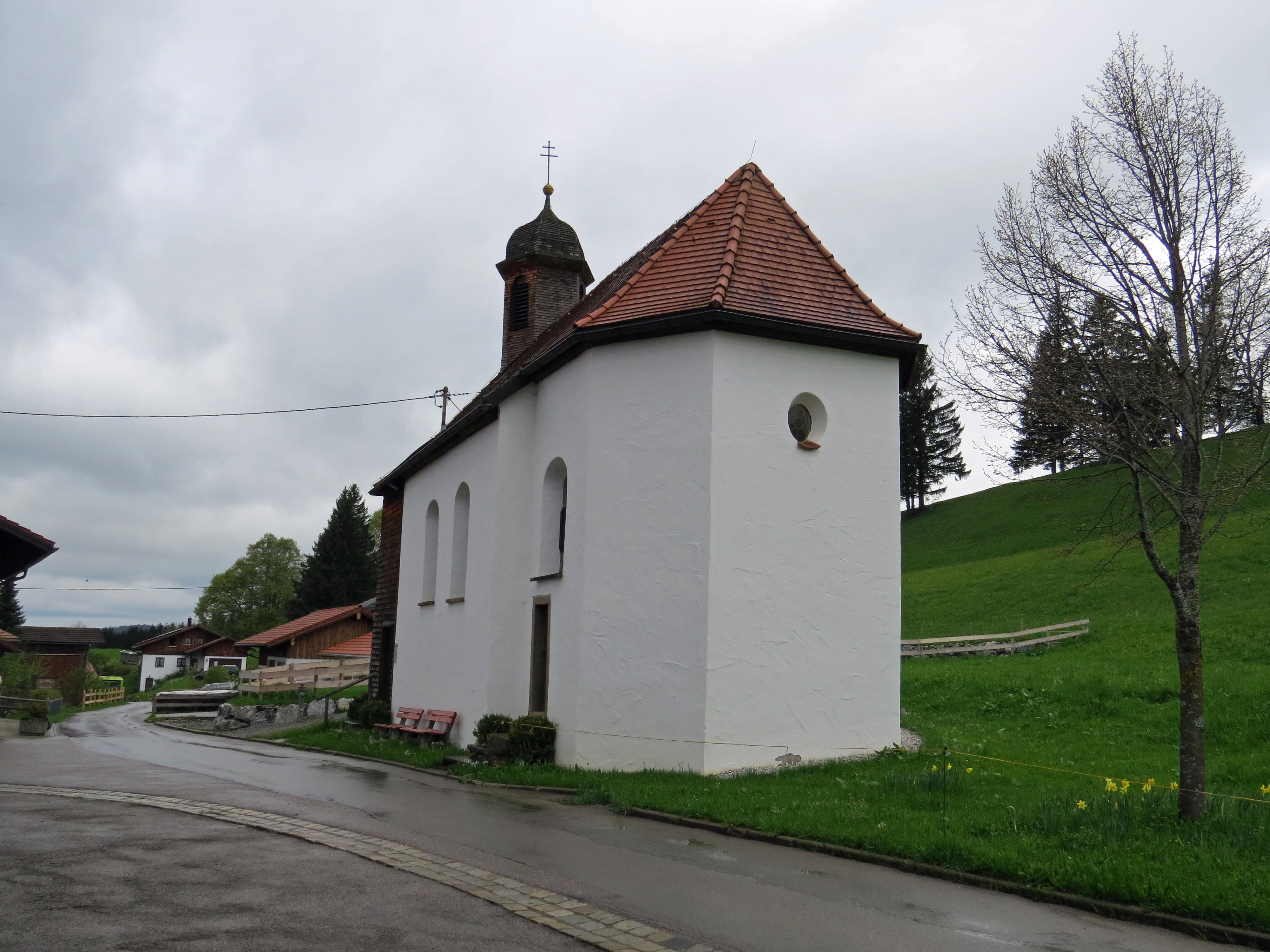
Kapelle St. Magnus in Buchenberg

Die römisch-katholische Kapelle St. Magnus steht in Buchenberg, einem Gemeindeteil von Rettenberg im bayerisch-schwäbischen Landkreis Oberallgäu in Bayern. Das Bauwerk ist in der Liste der Baudenkmäler in Rettenberg als Baudenkmal unter der Nr. D-7-80-137-10 eingetragen. Die Kapelle gehört zum Bistum Augsburg.

## Beschreibung
Die Kapelle wurde 1736 nach einem Entwurf von Franz Kappeler errichtet. Sie besteht aus dem Langhaus und dem eingezogenen, dreiseitig geschlossenen Chor im Osten. Aus dem Satteldach des Langhauses erhebt sich über der Fassade im Westen ein sechseckiger Dachreiter, der den Glockenstuhl mit zwei Kirchenglocken beherbergt und der mit einer Zwiebelhaube bedeckt ist. Zur Kirchenausstattung gehört ein 1859 von Ludwig Caspar Weiß gebauter Hochaltar, auf dessen Altarretabel der heilige Magnus dargestellt ist.